# Neil Sandilands
Neil Sandilands (Randfontein, 1º maggio 1975) è un attore e regista sudafricano.

## Carriera
È conosciuto principalmente per aver interpretato il Generale Abott nella serie televisiva Sweet Tooth. Dal 2017 al 2018 è nel cast principale della quarta stagione della serie DC The Flash, interpretando Clifford DeVoe/Pensatore.

## Filmografia parziale

### Cinema
- Notizie dal mondo (News of the World), regia di Paul Greengrass (2020)

### Televisione
- Dr. House - Medical Division - serie TV, episodio 7x07 (2010)
- The Americans - serie TV, 2 episodi (2015)
- The 100 - serie TV, 6 episodi (2016)
- Hap and Leonard - serie TV, 5 episodi (2016)
- The Flash - serie TV, 13 episodi (2017-2018)
- NCIS - Unità anticrimine (NCIS) - serie TV, episodio 14x11 (2017)
- Sweet Tooth - serie TV, 11 episodi (2021-2023)
- Dam - serie TV, 8 episodi (2021)
- Desert Rose - serie TV, 8 episodi (2022)

### Doppiaggio
- Il regno del pianeta delle scimmie (Kingdom of the Planet of the Apes), regia di Wes Ball (2024) - voce di Koro

## Doppiatori italiani
Nelle versioni in italiano delle opere in cui ha recitato, Neil Sandilands è stato doppiato da:
- Enrico Pallini in The 100
- Gianluca Machelli in Hap and Leonard
- Andrea Lavagnino in The Flash
- Gaetano Lizzio in NCIS - Unità anticrimine
- Alessandro Budroni in Notizie dal mondo
- Loris Loddi in Sweet Tooth (st. 1)
- Luca Biagini in Sweet Tooth (st. 2)

Da doppiatore, è stato sostituito da:
- Paolo Marchese ne Il regno del pianeta delle scimmie